# Faurea

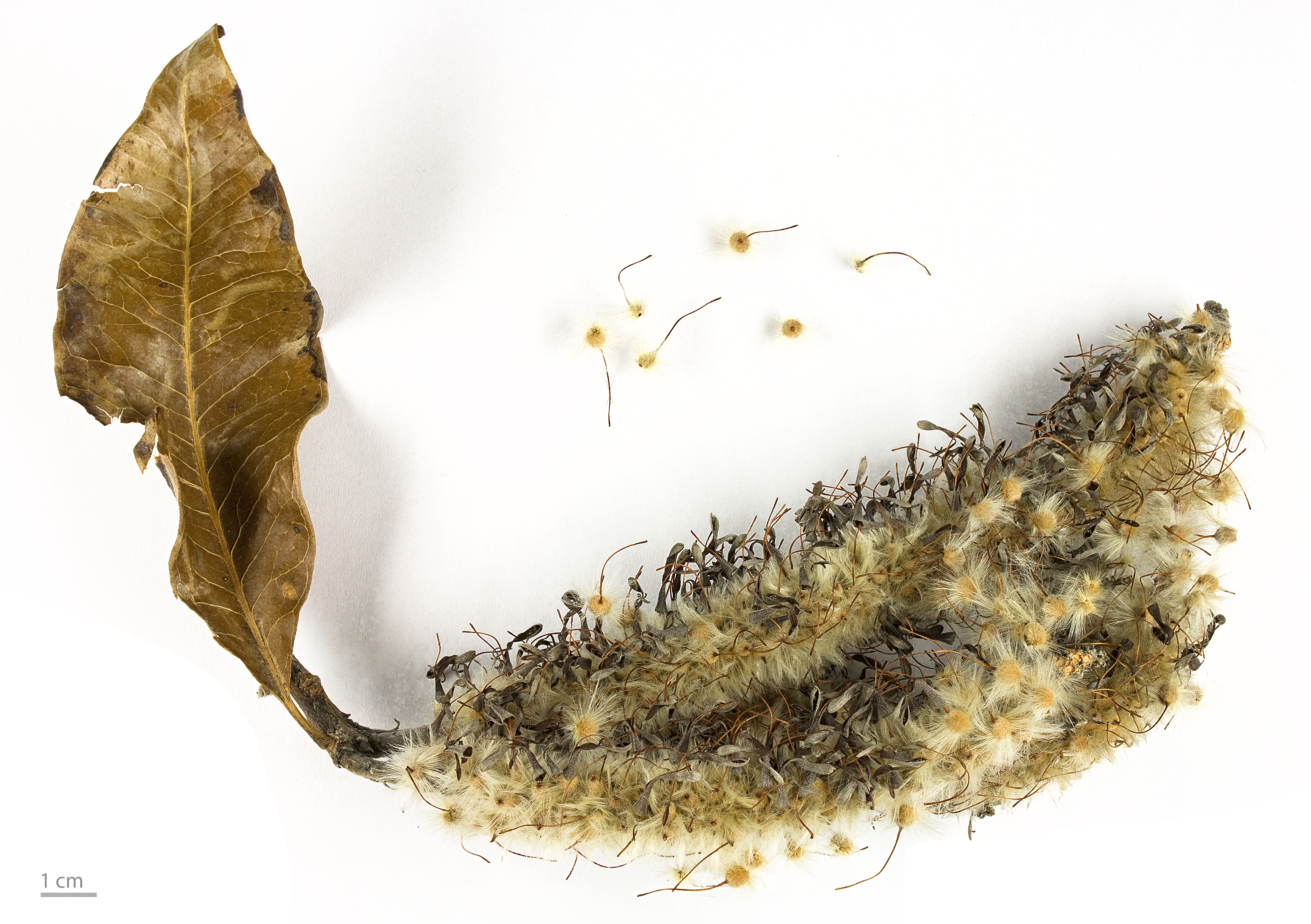
Faurea rochetiana

Faurea là một chi chứ 15 loài thực vật có hoa thuộc họ Proteaceae. 

## Loài
Bao gồm các loài
- Faurea arborea Engl.
- Faurea argentea Hutch.
- Faurea coriacea Marner
- Faurea delevoyi De Wild.
- Faurea discolor Welw.
- Faurea forficuliflora Baker
- Faurea galpinii E.Phillips
- Faurea intermedia  Engl. & Gilg
- Faurea lucida De Wild.
- Faurea macnaughtonii E.Phillips
- Faurea racemosa Farmar
- Faurea rochetiana (A.Rich.) Chiov. ex Pic.Serm.
- Faurea rubriflora Marner
- Faurea saligna Harv.
- Faurea wentzeliana Engl.

## Hình ảnh

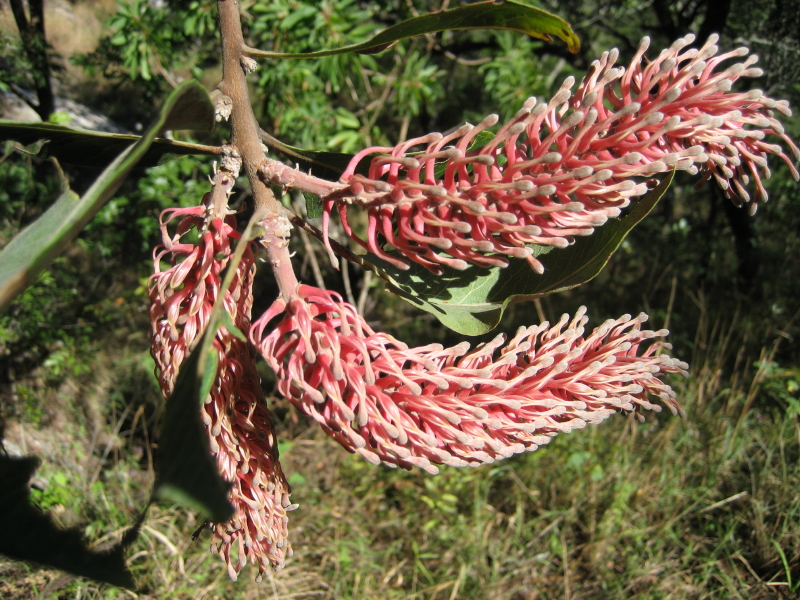